# Baal Addir
Baal Addir (in lingua fenicia ossia "Signore potente") era una divinità fenicia venerata a Biblo e nelle colonie fenicie e corrisponde a Plutone venerato in Africa. Era una divinità delle fertilità agrarie e degli inferi.